# Глобула
Глобула е изолирана и относително малка тъмна мъглявина, съдържаща плътен космически прах и газ, от които е възможно да настъпи звездообразуване. Глобулите обикновено имат маса от около 2 до 50 слъчнчеви маси и обхващат области с диаметър около една светлинна година. Те съдържат молекулярен водород (H2), въглеродни оксиди, хелий и около 1% силикатен прах. Глобулите най-често се появяват в резултат от образуването на системи от две или повече звезди.
Глобулите са наблюдавани за пръв път от Барт Бок през 1940-те години. В статия от 1947 г., той и Едит Райли изказват хипотезата, че тези облаци са „подобни на какавиди“, които претърпяват гравитационен колапс, образувайки нови звезди и звездни купове. Тази хипотеза се оказва трудна за доказване, поради затрудненията на наблюденията върху това какво се случва в плътен и тъмен облак, който поглъща всичката видима светлина, излъчвана във вътрешността му. Анализ на наблюдения в инфрачервения диапазон от 1990 г. потвърждава, че наистина в глобулите тече процес на звездообразуване. По-нататъшните наблюдения разкриват, че някои глобули съдържат топлинни източници, някои съдържат обекти на Хербиг-Аро, а някои имат изтичане на молекулярен газ.
Глобулите все още са обект на интензивни проучвания. Бидейки едни от най-хладните обекти във Вселената, тяхната структура и плътност остават в известна степен мистерия.